# Dashcam
Pour les articles homonymes, voir Dashboard.

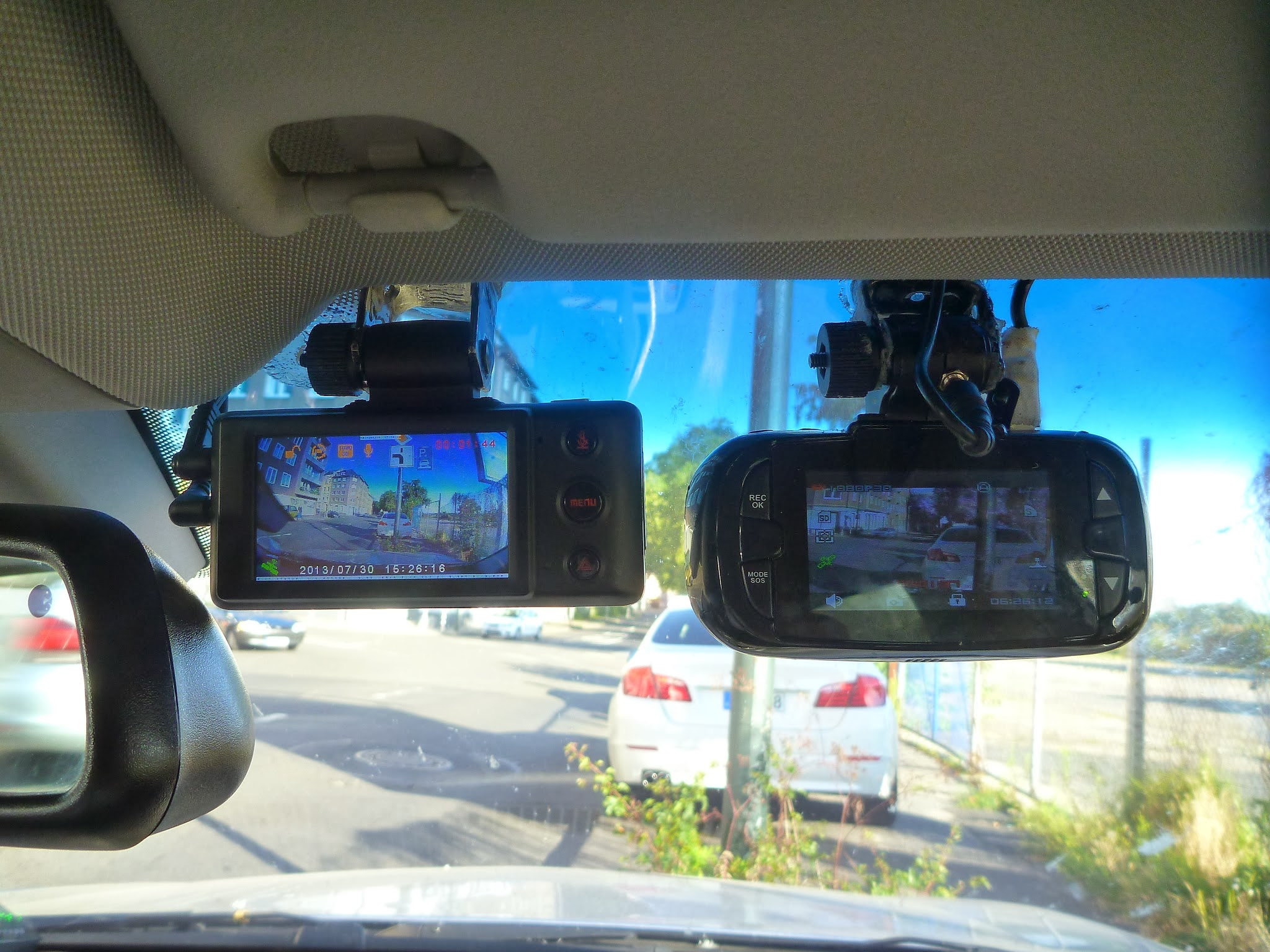
Deux caméras de tableau de bord.

Une dashcam (abréviation de l'anglais dashboard camera), caméra de tableau de bord, caméra-témoin de circulation ou caméra embarquée, parfois caméra de bord ou enregistreur mobile, est une caméra amovible installée dans  un véhicule pour enregistrer le point de vue du conducteur (vers l'avant et depuis l'intérieur du véhicule). 
Ce genre de dispositif peut permettre dans certains pays d'apporter une preuve devant un tribunal, en particulier en cas de délit de fuite. 

## Types
Par champ de vision ciblé :
- vue extérieure (par exemple pour l'enregistrement de la vue avant uniquement, de la vue arrière) ;
- vue de la cabine (parfois aussi appelé « vue taxi »).

Certains véhicules sont également équipés de multiples caméras, avec possibilité d'en visualiser plusieurs simultanément ou en différé.
Par type de véhicule : 
Il existe désormais des caméras pour vélos qui permettent de filmer la route derrière le cycliste.

## Fonctions

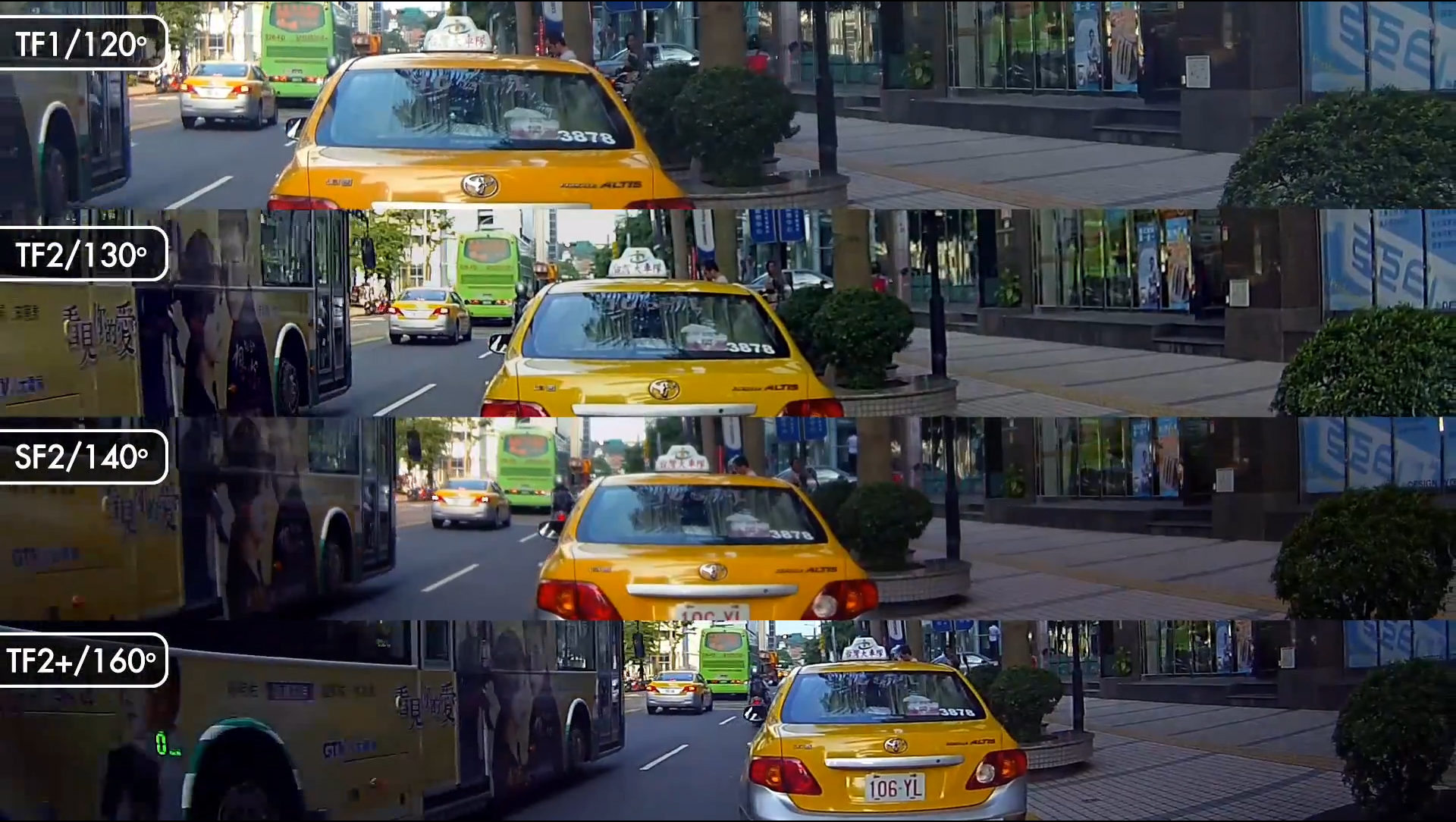
Différentes prises de vues

Pour s'assurer que les fichiers vidéo enregistrés ne sont pas altérés une fois qu'ils ont été enregistrés, les vidéos peuvent être horodatées de manière inviolable, une procédure appelée horodatage sécurisé. Une méthode pour les fichiers vidéo d'horodatage sécurisé consiste à stocker immédiatement le hachage unique du fichier sur la Blockchain décentralisée d'une cryptomonnaie.
Pour assurer une surveillance fiable 24 heures sur 24 et 7 jours sur 7 lorsque la capacité de stockage est un problème, un détecteur de mouvement peut être utilisé pour enregistrer seulement quand un humain ou véhicule approchant est détecté, afin d'économiser l'énergie et les supports de stockage.

## Utilisation
Les caméras de tableau de bord sont répandues en Russie, utilisées comme moyen de preuve complémentaire contre la corruption de la police et la fraude à l'assurance.
Elles ont même été qualifiées d'« omniprésentes » et sont si répandues que les images issues des caméras de tableau de bord ont été majoritaires pour couvrir le météore de Chelyabinsk en février 2013, documenté sous au moins une douzaine d'angles. Des milliers de vidéos montrant des collisions d'automobiles et d'avions, d’accidents évités de justesse et des tentatives de fraude à l'assurance ont été téléversées sur des sites de partage social tels que YouTube, Facebook, Twitter, Yandex et d'autres sites Web.
Au Royaume-Uni, les ventes de caméras de tableau de bord ont explosé en 2015, l'électronique grand public affichant la croissance la plus rapide, avec des ventes en hausse de 395 %.
Les caméras de tableau de bord ont également capturé de nombreux accidents d'aviation, comme le vol 102 de la National Airlines en 2013 ou l’écrasement d'un Hawker Hunter à Shoreham en 2015.

## Critique
En Suisse, le Tribunal fédéral considère que les autres usagers sont filmés à leur insu et que de tels enregistrements sont illicites.

## Légalité

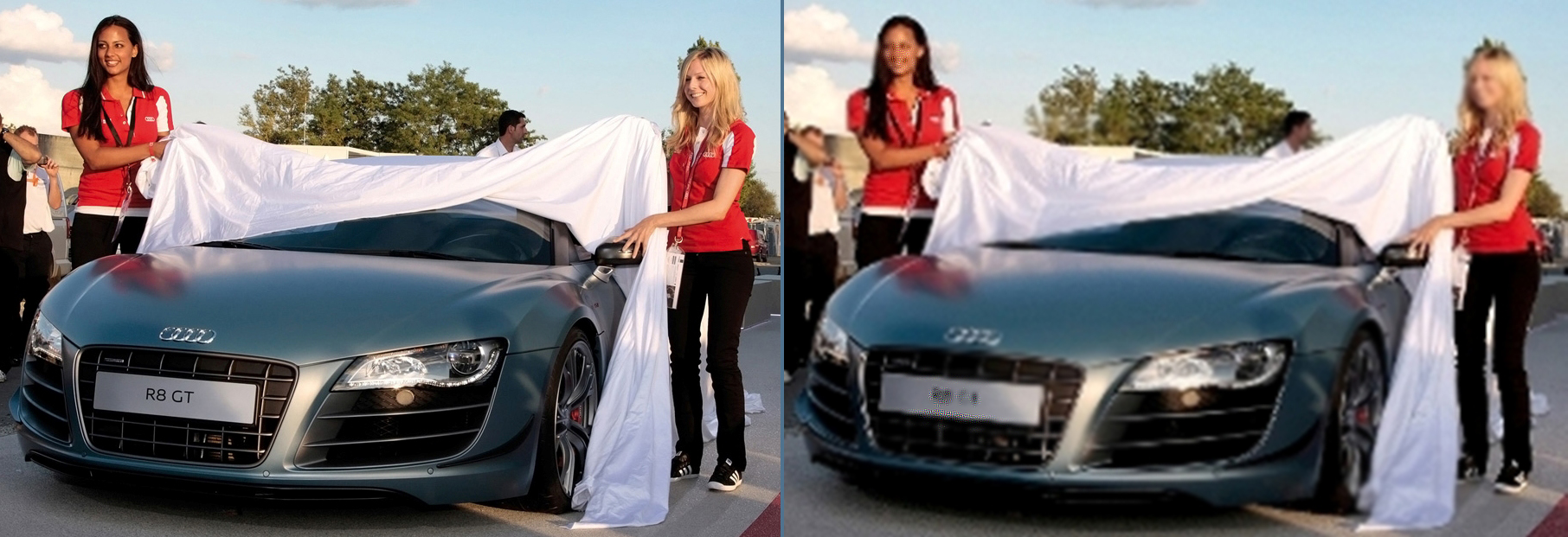
Image non floutée à gauche et floutée à droite.

En France, seules les autorités publiques (les mairies notamment) peuvent filmer, à des fins de vidéosurveillance, la voie publique. De plus, la CNIL exige que l’enregistrement soit signalé de façon visible, afin de préserver la vie privée. Il incombe à l'utilisateur des images, s'il souhaite diffuser la vidéo, de flouter les visages et les plaques d'immatriculation des véhicules[réf. nécessaire].
Cependant certains assureurs commencent à proposer des remises allant jusqu'à 10 % pour s'équiper d'un tel dispositif.
Bien que les caméras de tableau de bord gagnent en popularité en tant que moyen de preuve, elles suscitent également des réactions négatives en raison des risques d'atteinte à la vie privée. Cela se reflète également dans les lois de différents pays de manière différente et contradictoire :
- populaires dans de nombreuses régions d'Asie, d'Europe (en particulier au Royaume-Uni, en France[9]. et en Russie, où elles sont explicitement autorisées par les réglementations publiées en 2009 par le ministère de l'Intérieur), en Australie et aux États-Unis, elles sont interdites par la loi en Autriche[10], où leur emploi entraîne de lourdes amendes ;
- en Suisse, leur utilisation est fortement déconseillée dans l'espace public car elle peut aller à l'encontre des principes de protection des données ;  la caméra ne constitue une preuve légale que dans les seuls cas de blessure et/ou de mort[7]
- en Allemagne, alors que de petites caméras à usage personnel dans les véhicules sont autorisées, poster des images sur des sites de médias sociaux est considéré comme une violation de la vie privée et donc interdit. Les images des caméras de tableau de bord ne peuvent être utilisées que dans des cas exceptionnels comme preuve devant un tribunal allemand ;
- au Luxembourg, il n'est pas illégal de posséder une caméra de tableau de bord mais il est illégal d'en utiliser une pour prendre des images animées ou fixes dans un lieu public (et donc dans un véhicule sur la voie publique). L'enregistrement à l'aide d'une caméra de surveillance peut entraîner une amende ou un emprisonnement ;
- en Australie, l'enregistrement sur la voie publique est autorisé à condition que l'enregistrement ne porte pas atteinte à la vie privée d'une manière qui pourrait être jugée inappropriée par un tribunal ;
- aux États-Unis, au niveau fédéral, « l'enregistrement vidéo des événements publics est protégé en vertu du premier amendement ». L'enregistrement vidéo d'événements non publics, y compris l'enregistrement sonore et les questions liées à l'heure, au lieu, au mode d'enregistrement, aux problèmes de confidentialité, aux implications sur les problèmes de déplacement de véhicules motorisés (par exemple), etc., sont traités au niveau de l'État ; dans l'Illinois, par exemple, une loi a été adoptée qui rend illégal l'enregistrement des agents des forces de l'ordre, même dans l'exercice de leurs fonctions officielles ;
- à Las Vegas, la caméra de tableau de bord est obligatoire pour les taxis[9] ;
- en Russie, il n'y a pas de loi autorisant ou interdisant les enregistreurs, mais les tribunaux suivraient presque toujours les preuves apportées par l'enregistrement.

## Utilisation par la police
Certains services de police utilisent des caméras de tableau de bord dans les véhicules de police pour recueillir des preuves lors des contrôles routiers et des courses poursuites. Certains systèmes de caméras de tableau de bord indiquent que les images peuvent être diffusées dans certaines circonstances, ce qui peut être un outil important dans les reportages sur les actions de la police. Des émissions de télévision comme World's Wildest Police Videos ont souvent présenté des vidéos de poursuites en voiture tirées de caméras de tableau de bord.

## Applications mobiles
À défaut d'un appareil dédié, un smartphone peut faire office de dashcam. Plusieurs applications sont disponibles pour Android ou iPhone. Les plus populaires sont CamOnRoad, DashCam, AutoGuard Blackbox, Car Camera DVR Lite, AutoBoy DashCam, MyCar Recorder Lite et DailyRoads Voyager.